# Vollprogramm
Das Vollprogramm ist ein medienrechtlicher Begriff, der bis 1984 in Deutschland das typische Programmangebot eines Hörfunksenders beschrieb, der „im Laufe des Tages die unterschiedlichsten Zielgruppen mit allen möglichen Themen und Formen bediente“. Der Gegensatz zum Vollprogramm ist das Spartenprogramm. Das Fernsehen hat den Begriff „Vollprogramm“ vom Hörfunk übernommen.

## Allgemeines
Die regionalen Landesmediengesetze unterscheiden mehrere Programmkategorien, zu denen insbesondere Vollprogramm und Spartenprogramm gehören (z. B. § 3 Abs. 2 Nr. 2 LMG NRW). Ein privater Fernsehsender muss bereits bei Beantragung der Zulassung („Sendelizenz“) entscheiden, ob er ein Voll- oder Spartenprogramm anbieten will. Da die öffentlich-rechtlichen Sendeanstalten weitgehend von den Landesmediengesetzen ausgenommen sind, gilt für sie diese Regelung nicht. Die Landesmediengesetze definieren die Begriffe Voll- und Spartenprogramm nicht; eine Legaldefinition beinhaltet dafür der 2. Rundfunkstaatsvertrag.
Im Hörfunk wird heute nur noch selten zwischen Voll- und Spartenprogrammen unterschieden. Eine seltene Ausnahme bildet die Landesanstalt für Medien Nordrhein-Westfalen, die die landesweit und bundesweit lizenzierten Hörfunkprogramme als Spartenprogramme oder als Vollprogramme lizenziert.

## Situation in Deutschland
Ein Vollprogramm ist in Deutschland nach dem Rundfunkstaatsvertrag (RStV) „ein Rundfunkprogramm mit vielfältigen Inhalten, in welchem Informationen, Bildung, Beratung und Unterhaltung einen wesentlichen Teil des Gesamtprogramms bilden“ (§ 2 Abs. 2 Nr. 3 RStV) und grenzt sich durch diese Definition vom Spartenprogramm ab. In manchen Landesrundfunkgesetzen ist darüber hinaus eine Mindestsendezeit vorgeschrieben, die je nach Bundesland unterschiedlich ausfällt.
Derzeit gibt es in Deutschland unter anderem folgende bundesweit frei empfangbare Fernseh-Vollprogramme:
| öffentlich-rechtlich: - Grundversorgung: - Das Erste (siehe § 11b Absatz 1 Nr. 1 des Rundfunkstaatsvertrages) - ZDF (siehe § 11b Absatz 3 Nr. 1 des Rundfunkstaatsvertrages) - Die Dritten: derzeit neun Sender (ohne regionale Fensterprogramme) - Gemeinschaftsprogramme von ARD und ZDF: - 3sat (siehe § 11b Absatz 4 Nr. 1 des Rundfunkstaatsvertrages) - Arte (siehe § 11b Absatz 4 Nr. 2 des Rundfunkstaatsvertrages) | private Programme: - RTL Deutschland: - RTL Zwei - RTL Television - VOX - ProSiebenSat.1 Media: - Kabel Eins - ProSieben - Sat.1 - sonstige Programme: - dctp.tv - DF1 - DMAX - OstWest - RTVi |

Die Vollprogramm-Lizenzen sind für einige private Kanäle umstritten, da sie Nachrichten senden müssen, um ihre Sendereichweite beizubehalten. So können etwa die kurzen Nachrichten-Blöcke bei RTL Zwei als „Alibi-Sendungen“ ausgelegt werden, zudem hat Sat.1 seine Nachrichtensendung „Die Nacht“ inzwischen abgeschafft und sendet nur noch um 20 Uhr eine 15-minütige Nachrichtensendung.
Private Vollprogramme müssen Programmschienen für unabhängige Dritte freihalten und diese von Produzenten wie dctp ankaufen (ein so genanntes Fensterprogramm). Regionale Fenster in den Programmen können auf die Dauer dieser Programmschienen angerechnet werden.
Eine besondere Situation ergab sich zeitweise für ServusTV, das in Österreich als Vollprogramm, in Deutschland jedoch nur als Spartenprogramm lizenziert war. Für den Programmveranstalter war die österreichische Lizenz am Unternehmenssitz Salzburg (Österreich) maßgeblich, für die zusätzliche Verbreitung in den deutschen Kabelnetzen jedoch die gesonderte Lizenz als Spartenprogramm. Später war ServusTV bis zu seiner Einstellung als Vollprogramm anerkannt.

## Situation in Österreich
In Österreich wird im Privatfernsehgesetz der Begriff Vollprogramm als ein „Programm mit vielfältigen Inhalten, in welchem insbesondere Information, Bildung und Unterhaltung einen wesentlichen Teil des Gesamtprogramms bilden“ definiert; ein Spartenprogramm dagegen ist „ein Programm mit im Wesentlichen gleichartigen Inhalten“, wie es z. B. bei ORF III, ORF Sport + oder Puls 24 der Fall ist.
Derzeit gibt es in Österreich folgende landesweite Fernseh-Vollprogramme:
- ATV (ehemals ATV+)
- Puls 4 (ehemals Puls TV)
- ATV2
- ServusTV[6]

Die beiden öffentlich-rechtlichen Programme ORF 1 und ORF 2 unterliegen zwar dem ORF-Gesetz und nicht dem Privatfernsehgesetz, sind jedoch beide Vollprogramme. Allerdings unterscheiden sich die beiden Programme sehr stark und sind auf unterschiedliche Zielgruppen zugeschnitten: ORF 1 ähnelt eher den Privatsendern und richtet sich mit Unterhaltungssendungen, eingekauften Spielfilmen und Serien, Kindersendungen, Sportübertragungen und kürzeren Nachrichtensendungen an ein jüngeres Publikum. ORF 2 ist dagegen als klassisches öffentlich-rechtliches Programm mit Sendungen aus den Bereichen Politik, Wirtschaft, Gesellschaft und Kultur sowie mit vielen Eigenproduktionen und regionalen Nachrichtensendungen gestaltet.
Die österreichischen Versionen der deutschen Privatsender sind in Österreich offiziell nicht typisiert, da sie von der aufsichtsführenden Rundfunk und Telekom Regulierungs-GmbH lediglich als Fensterprogramme der in Deutschland lizenzierten Programmanbieter zugelassen sind. Die Zulassung wird für die Satelliten- und Kabelverbreitung getrennt erteilt. Sie gelten damit in Österreich weder als Voll- noch als Spartenprogramme.

## Situation in der Schweiz
In der Schweiz wird hauptsächlich zwischen „bis zu 12-Stunden-Programm“ und „mehr als 12-Stunden-Programm“ unterschieden. Die Programmspaltung, ob diese ein Spartenprogramm oder Vollprogramm ist, wird hier nicht angewendet. Außerdem wird zusätzlich noch zwischen Teilregionen unterschieden. So gibt es in der Schweiz einen deutschsprachigen, italienischsprachigen oder französischsprachigen Verbreitungssender. Wobei die Teilregionen sich bei einem konzessionierten Sender nicht überlappen dürfen. Jedoch wurde das RTVG (Radio-TV-Gesetz) am 1. April 2007 neu überarbeitet, und somit kann jeder eine Sendeanstalt ohne Konzession betreiben (auch überlappend). Es genügt eine Anmeldung beim BAKOM (Bundesamt für Kommunikation).
Die nichtoffizielle Bezeichnung „Vollprogramm“ trifft in der Schweiz unter anderem auf folgende Fernsehprogramme zu (deutschsprachiger Raum):
- SRF 1
- SRF zwei
- 3 Plus TV

## Umgangssprachliche Verwendung
Der Begriff Vollprogramm wird auch umgangssprachlich für ein 24-Stunden-Programm verwendet, das keinen Sendeschluss kennt.